# Липа крупнолиста (Кам'янець-Подільський)
Ли́па крупноли́ста — ботанічна пам'ятка природи місцевого значення в Україні. Розташована в межах міста Кам'янець-Подільський, вул. Соборна, 2 (територія кафедрального собору святого благодійного князя Олександра Невського). 
Площа 0,3 га. Статус надано згідно з розпорядженням облвиконкому від 11.06.1970 року № 156-р«б». Перебуває у віданні: Кам'янець-Подільський коледж харчової промисловості Національного університету харчових технологій. 
Статус надано з метою збереження двох вікових дерев липи широколистої (Tilia platyphyllos).